# جيفري ليونز
جيفري ليونز (بالإنجليزية: Jeffrey Lyons)‏ هو ناقد سينمائي وصحفي أمريكي، ولد في 5 نوفمبر 1944 في نيويورك في الولايات المتحدة.

## وصلات خارجية
- جيفري ليونز على موقع IMDb (الإنجليزية)
- جيفري ليونز على موقع ميتاكريتيك (الإنجليزية)
- جيفري ليونز على موقع روتن توميتوز (الإنجليزية)
- جيفري ليونز على موقع روتن توميتوز (الإنجليزية)
- جيفري ليونز على موقع كينوبويسك (الروسية)